# Алтымыш
Алтымыш (кирг. Алтымыш) — село в Кеминском районе Чуйской области Кыргызстана. Входит в состав Кара-Булакского аильного округа. Код СОАТЕ — 41708 213 820 02 0.

## Население
| год     | 2009 | 2014 | 2015 |
| ------- | ---- | ---- | ---- |
| человек | 542  | 617  | 589  |